# Петар Пит Ромчевић
Петар Пит Ромчевић (6. јул 1906. – 7. септембар 1952) је био амерички возач ауто-трка српског порекла. Рођен је у селу Шилопај, општина Горњи Милановац. Био је први Србин (и Југословен, пошто је возио под југословенском заставом) који је возио у легендарној трци 500 миља Индијанаполиса.
Сезону тркања на шљаци у миџет аутомобилима за 1949. годину је завршио на седмом месту.
Погинуо је возећи трку миџет аутомобила на стази са подлогом од шљаке, у Детроиту, на стази Michigan State Fairgrounds Speedway, након што је изгубио контролу над својим тркачким аутомобилом због лома предње осовине. Због несреће су повређена и четири гледаоца и један полицајац, чији коњ погинуо када је аутомобил, након удара у заштитну ограду и окретања у ваздуху, пао на њих.

## Резултати на 500 миља Индијанаполиса
| Година | Редни број | Тим          | Аутомобил           | Стартовао | Време у квалификацијама | Место на старту | Место на крају | Кругова | Водио | Разлог одустанка |
| ------ | ---------- | ------------ | ------------------- | --------- | ----------------------- | --------------- | -------------- | ------- | ----- | ---------------- |
| 1947.  | 59         | Camco Motors | Miller FD / Ford V8 | 17        | 117.218                 | 28              | 12             | 168     | 0     | Цурење уља       |
| Укупно | Укупно     | Укупно       | Укупно              | Укупно    | Укупно                  | Укупно          | Укупно         | 168     | 0     |                  |

| Стартова     | 1 |
| Пол позиција | 0 |
| Првих редова | 0 |
| Победа       | 0 |
| У првих 5    | 0 |
| У првих 10   | 0 |
| Одустајања   | 1 |